# Mesembrina meridiana
Mesembrina meridiana är en tvåvingeart som först beskrevs av Carl von Linné 1758.  Mesembrina meridiana ingår i släktet Mesembrina och familjen husflugor. Arten är reproducerande i Sverige. Inga underarter finns listade i Catalogue of Life.